# Luc Montagnier
Luc Antoine Montagnier (Chabris, 18 augustus 1932 – Neuilly-sur-Seine, 8 februari 2022) was een Franse viroloog. Hij won samen met Françoise Barré-Sinoussi en Harald zur Hausen de Nobelprijs voor Fysiologie of Geneeskunde van 2008.

## Biografie
Montagnier werd geboren in Chabris als enig kind van Antoine Montagnier,een boekhouder, en Marianne Rousselet. Na het Collège de Châtellerault studeerde hij natuurwetenschappen op de universiteit van Poitiers en ontving in 1960 zijn doctoraat van de Universiteit van Parijs. Hij was werkzaam op de Virus Unit van de Medical Research Council in Londen van 1960 tot 1963 en voor een jaar aan het Institute of Virology in Glasgow. Samen met een collega ontdekte hij hier het eerste dubbelstrengs RNA-virus en een nieuwe manier om kankercellen te kweken.
Daarna keerde Montagnier terug naar Parijs om leiding te geven aan het Curie-instituut. In 1974 werd hij onderzoeksdirecteur van het Centre National de la Recherche Scientifique (CNRS) en in 1985 verbond hij zich als professor aan het Pasteur Instituut.
Montagnier is vooral bekend geworden door zijn ontdekking in 1983, waar hij ontdekte dat het Human Immunodeficiency Virus (hiv) de oorzaak is van AIDS. Kort daarna isoleerde de onderzoeksgroep onder zijn leiding het retrovirus dat de belangrijkste veroorzaker was van de aidsepidemie in West-Afrika, hiv-2. Deze ontdekking leidde rechtstreeks tot de ontwikkeling van een test voor het opsporen van de aanwezigheid van hiv in het bloed.
De Amerikaanse wetenschapper Robert Gallo beweerde een jaar later dat hij degene was die hiv ontdekt had. Maar in 1992 bepaalde de wetenschappelijke gemeenschap dat Montagnier voor deze ontdekking moet worden gecrediteerd. Voor deze ontdekking ontving hij in 1986 de Lasker-DeBakey Clinical Medical Research Award, in 1994 de Dr. A.H. Heinekenprijs voor de geneeskunde en in 2008 de Nobelprijs voor de Fysiologie of Geneeskunde. Daarnaast werd hij in 2004 opgenomen in de National Inventors Hall of Fame.
Montagnier overleed op 89-jarige leeftijd.

### COVID-19
In 2020 poneerde Montagnier dat SARS-CoV-2, het virus dat COVID-19 veroorzaakt, door de mens is gemaakt in een laboratorium en dat het mogelijk het resultaat is van een poging om een vaccin voor hiv/aids te maken. Zijn aantijging kwam nadat de Verenigde Staten een onderzoek hadden gelanceerd naar de vraag of het virus uit een laboratorium kwam. Volgens Montagnier is de "aanwezigheid van elementen van HIV en de kiem van malaria in het genoom van het coronavirus hoogst verdacht en de kenmerken van het virus kunnen niet op natuurlijke wijze zijn ontstaan." Montagnier's conclusies werden door de wetenschappelijke gemeenschap als overhaast bestempeld, gezien de gensequenties die veel voorkomen bij vergelijkbare virussen. Er is momenteel geen bewijs dat aangeeft dat het nieuwe coronavirus een door de mens gemaakt virus is.
Tijdens de corona-pandemie sprak Montagnier zijn bezorgdheid uit over massavaccinatie. Zijn idee was dat dit mutaties juist stimuleert en bij besmetting na vaccinatie tot heftigere ziekteverschijnselen zal leiden. Zijn kritische uitleg was controversieel en in tegenspraak met de huidige consensus.
- Biblioteca Nacional de España: XX845510
- Bibliothèque nationale de France: cb12051097x (data)
- CiNii: DA01167690
- Gemeinsame Normdatei: 114955921
- International Standard Name Identifier: 0000 0001 2140 9591
- Library of Congress Control Number: n87884566
- Bibliotheek van het Japanse parlement: 00450351
- Nationale Bibliotheek van Tsjechië: jn19992000730
- Nationale Bibliotheek van Israël: 987007449712905171
- Nederlandse Thesaurus van Auteursnamen: 117587583
- Istituto Centrale per il Catalogo Unico: LO1V028112
- LIBRIS: 315197
- Système universitaire de documentation: 028736311
- Virtual International Authority File: 79050791
- WorldCat: E39PBJm4QwvWWc9qJ3JfPDbjmd

1901: Behring · 
1902: Ross · 
1903: Finsen · 
1904: Pavlov · 
1905: Koch · 
1906: Golgi, Ramón y Cajal · 
1907: Laveran · 
1908: Mechnikov, Ehrlich · 
1909: Kocher · 
1910: Kossel · 
1911: Gullstrand · 
1912: Carrel · 
1913: Richet ·
1914: Bárány · 
1919: Bordet · 
1920: Krogh · 
1922: Hill, Meyerhof · 
1923: Banting, Macleod · 
1924: Einthoven ·
1926: Fibiger · 
1927: Wagner-Jauregg · 
1928: Nicolle · 
1929: Eijkman, Hopkins · 
1930: Landsteiner · 
1931: Warburg · 
1932: Sherrington, Adrian · 
1933: Morgan · 
1934: Whipple, Minot, Murphy · 
1935: Spemann · 
1936: Dale, Loewi · 
1937: Szent-Györgyi · 
1938: Heymans · 
1939: Domagk · 
1943: Dam, Doisy · 
1944: Erlanger, Gasser · 
1945: Fleming, Chain, Florey · 
1946: Muller · 
1947: C. Cori, G. Cori, Houssay · 
1948: Müller · 
1949: Hess, Moniz · 
1950: Kendall, Reichstein, Hench · 
1951: Theiler · 
1952: Waksman · 
1953: Krebs,Lipmann ·
1954: Enders, Weller, Robbins · 
1955: Theorell · 
1956: Cournand, Forssmann, Richards · 
1957: Bovet · 
1958: Beadle, Tatum, Lederberg · 
1959: Ochoa, Kornberg · 
1960: Burnet, Medawar · 
1961: Békésy · 
1962: Crick, Watson, Wilkins · 
1963: Eccles, Hodgkin, Huxley · 
1964: Bloch, Lynen · 
1965: Jacob, Lwoff, Monod · 
1966: Rous, Huggins · 
1967: Granit, Hartline, Wald · 
1968: Holley, Khorana, Nirenberg · 
1969: Delbrück, Hershey, Luria · 
1970: Katz, Euler, Axelrod · 
1971: Sutherland · 
1972: Edelman, Porter · 
1973: Frisch, Lorenz, Tinbergen · 
1974: Claude, De Duve, Palade · 
1975: Baltimore, Dulbecco, Temin ·
1976: Blumberg, Gajdusek · 
1977: Guillemin, Schally, Yalow · 
1978: Arber, Nathans, Smith · 
1979: Cormack, Hounsfield · 
1980: Benacerraf, Dausset, Snell · 
1981: Sperry, Hubel, Wiesel · 
1982: Bergström, Samuelsson, Vane · 
1983: McClintock · 
1984: Jerne, Köhler, Milstein · 
1985: Brown, Goldstein · 
1986: Cohen, Levi-Montalcini · 
1987: Tonegawa · 
1988: Black, Elion, Hitchings · 
1989: Bishop, Varmus · 
1990: Murray, Thomas · 
1991: Neher, Sakmann · 
1992: Fischer, Krebs · 
1993: Roberts, Sharp · 
1994: Gilman, Rodbell · 
1995: Lewis, Nüsslein-Volhard, Wieschaus · 
1996: Doherty, Zinkernagel · 
1997: Prusiner · 
1998: Furchgott, Ignarro, Murad · 
1999: Blobel · 
2000: Carlsson, Greengard, Kandel ·
2001: Hartwell, Hunt, Nurse · 
2002: Brenner, Horvitz, Sulston · 
2003: Lauterbur, Mansfield · 
2004: Axel, Buck · 
2005: Marshall, Warren ·
2006: Fire, Mello ·
2007: Capecchi, Smithies, Evans ·
2008: Zur Hausen, Barré–Sinoussi, Montagnier ·
2009: Blackburn, Greider, Szostak ·
2010: Edwards ·
2011: Beutler, Hoffmann, Steinman ·
2012: Gurdon, Yamanaka ·
2013: Rothman, Schekman, Südhof ·
2014: O'Keefe, Moser, Moser ·
2015: Campbell, Omura, Tu ·
2016: Osumi ·
2017: Hall, Rosbash, Young ·
2018: Allison, Honjo ·
2019: Kaelin, Ratcliffe, Semenza ·
2020: Alter, Houghton, Rice ·
2021: Julius, Patapoutian ·
2022: Pääbo ·
2023: Karikó, Weissman ·
2024: Ambros, Ruvkun